# Hrabstwo Rockingham (Wirginia)

Piramida wieku hrabstwa

Hrabstwo Rockingham – hrabstwo w USA, w stanie Wirginia, według spisu z 2000 roku liczba ludności wynosiła 67 725. Siedzibą hrabstwa jest Harrisonburg.

## Geografia
Według spisu hrabstwo zajmuje powierzchnię 2209 km², z czego 2204 km² stanowią lądy, a 5 km² – wody.

### Miasta
- Bridgewater
- Broadway
- Dayton
- Elkton
- Grottoes
- Mount Crawford
- Timberville

### CDP
- Belmont Estates
- Massanetta Springs
- Massanutten